# 미륵산 (경북)
미륵산(彌勒山)은 대한민국 경상북도 울릉군에 위치한 해발 905.1 m의 산이다. 지정학적상 위치는 서면 태하리에 있다. 실제로 울릉도에 있는 미륵산은 사람들이 잘 알지도 못하는 신비의 산으로 손을 꼽힌다.

## 같이 보기
- 한국의 산 목록
- 성인봉